# Stazione meteorologica di Marciana Poggio
La stazione meteorologica di Marciana Poggio è la stazione meteorologica relativa all'omonima località del territorio comunale di Marciana.

## Caratteristiche
La stazione meteorologica, del servizio idrologico regionale, si trova nell'Italia centrale, in Toscana, in provincia di Livorno, sull'Isola d'Elba, nel comune di Marciana, in località Poggio, a 240 metri s.l.m. e alle coordinate geografiche 42°48′N 10°10′E.

## Dati climatologici
In base alla media trentennale di riferimento (1961-1990), la temperatura media del mese più freddo, gennaio, si attesta a +8,0 °C; quella del mese più caldo, luglio, è di +24,8 °C.
Le precipitazioni medie annue si attestano a 878,4 °Cmm, mediamente distribuite in 68 giorni, con minimo estivo e picco massimo in autunno-inverno, amplificato dal moderato effetto stau del vicino Monte Capanne: dal rapporto tra gli accumuli e gli eventi piovosi, questi ultimi risultano mediamente caratterizzati da fenomeni moderati o intensi.
| Marciana Poggio     | Mesi  | Mesi | Mesi | Mesi | Mesi | Mesi | Mesi | Mesi | Mesi | Mesi  | Mesi | Mesi | Stagioni | Stagioni | Stagioni | Stagioni | Anno  |
| Marciana Poggio     | Gen   | Feb  | Mar  | Apr  | Mag  | Giu  | Lug  | Ago  | Set  | Ott   | Nov  | Dic  | Inv      | Pri      | Est      | Aut      | Anno  |
| ------------------- | ----- | ---- | ---- | ---- | ---- | ---- | ---- | ---- | ---- | ----- | ---- | ---- | -------- | -------- | -------- | -------- | ----- |
| T. max. media (°C)  | 10,7  | 11,6 | 14,1 | 18,2 | 22,9 | 27,1 | 30,3 | 29,6 | 26,2 | 20,4  | 15,3 | 12,0 | 11,4     | 18,4     | 29,0     | 20,6     | 19,9  |
| T. min. media (°C)  | 5,3   | 5,3  | 6,8  | 9,6  | 13,0 | 16,5 | 19,2 | 18,8 | 16,7 | 12,9  | 9,5  | 6,9  | 5,8      | 9,8      | 18,2     | 13,0     | 11,7  |
| Precipitazioni (mm) | 115,6 | 93,8 | 84,6 | 77,1 | 42,4 | 27,0 | 8,7  | 42,5 | 59,9 | 139,8 | 94,9 | 92,1 | 301,5    | 204,1    | 78,2     | 294,6    | 878,4 |
| Giorni di pioggia   | 8     | 7    | 7    | 7    | 5    | 3    | 1    | 3    | 4    | 7     | 8    | 8    | 23       | 19       | 7        | 19       | 68    |